# Roy Billinge
Roy Billinge (* 21. Dezember 1937 in Buxton; † 31. Juli 1994 in Trelex, Schweiz) war ein britischer Physiker, der am Bau des Super Proton Synchrotron (SPS) am CERN beteiligt war und den Bau des Antiproton Accumulator leitete.
Billinge studierte Physik am King’s College London und war ab 1959 im Rutherford Laboratory, wo seine Beschäftigung mit Teilchenbeschleunigern begann. Er spielte eine bedeutende Rolle beim Bau des 7 GeV NIMROD Proton-Synchrotrons, des ersten Hochenergie-Teilchenbeschleunigers in Großbritannien der 1963 bis 1978 in Betrieb war. 1966 wurde er vom Rutherford Laboratory ans CERN geschickt, um 300 GeV Projekt mitzuarbeiten, aus dem das Proton-Synchrotron SPS wurde. Ab 1967 arbeitete er vier Jahre beim Aufbau des Beschleunigers des neu gegründeten Fermilab unter Robert R. Wilson. Dort entwarf und konstruierte er den 8 GeV Booster (Vorbeschleuniger). Danach holte ihn John Bertram Adams als Leiter der Konstruktion der Magnete für das damals im Aufbau befindliche SPS zum CERN. Danach leitete er 1978 bis 1980 den Aufbau des Antiproton Accumulator für den Umbau des SPS in einen Proton-Antiproton-Collider nach den Ideen von Carlo Rubbia. Wesentlich am Aufbau war auch Simon van der Meer beteiligt. Danach leitete er 1982 bis 1990 die Abteilung Proton Synchrotron (der erste Protonbeschleuniger des CERN, später Vorbeschleuniger für den SPS). Anfang der 1990er Jahre war er am Aufbau der internationalen Kollaboration für die Planung des LHC beteiligt. Er war auch Vorsitzender des Machine Advisory Committee für den SSC in den USA.